# Манастир Светог великомученика Георгија у Ораовици
Манастир Ораовица је је смештен у близини села Ораовица, код Прешева. Манастир припада епархији врањској Српске православне цркве.

## Историја
Прешевска Ораовица давно је у литератури поистовећена са средњовековним селом Архиљевица, често и различитим поводима помињаном у историјским изворима. Изнесена је такође претпоставка да је црква посвећена Светом великомученику Ђорђу подигнута на месту Богородичине цркве из XIV века.
Подигнут је када су овим крајевима управљали Дејановићи.Храм је под заштитом Завода за заштиту споменика културе Републике Србије.
1989. године реновиран је храм, звоник и црквена зграда.
Сви надгробни споменици који се налазе на гробљу које је одмах поред цркве поломљени су у целости од стране Шиптара.